# Caudron C.20
Le Caudron C.20 était un avion bombardier léger de l'armée française construit par Caudron pendant la Première Guerre mondiale. 
Il était propulsé par un moteur rotatif Gnome Monosoupape de 180 chevaux.